# Яблонька (Лихославльский район)
Яблонька — деревня в Лихославльском районе Тверской области.

## География
Находится в центральной части Тверской области на расстоянии приблизительно 38 км на север по прямой от районного центра города Лихославль.

## История
Деревня была отмечена ещё на карте Менде, состояние местности на которой соответствует 1848 году. В 1859 году здесь (деревня Вышневолоцкого уезда) было учтено 20 дворов. На карте 1941 года отмечена как поселение с 43 дворами. До 2021 деревня входила в Толмачёвское сельское поселение Лихославльского района до его упразднения.

## Население
Численность населения: 173 человека (1859 год), 1 (карелы 100 %) в 2002 году, 0 в 2010.